# Smilax rubromarginata
Smilax rubromarginata är en enhjärtbladig växtart som beskrevs av Kurt Krause. Smilax rubromarginata ingår i släktet Smilax och familjen Smilacaceae. Inga underarter finns listade.